# Bakumatsu kikansetsu irohanihoheto
Bakumatsu kikansetsu irohanihoheto (幕末機関説 いろはにほへと?) è una serie giapponese creata da Ryōsuke Takahashi e la Sunrise. La serie è apparsa in tv fra ottobre 2006 e aprile del 2007 sul canale internet, GyaO.

## Trama
La serie è ambientata nell'epoca Bakumatsu, negli ultimi anni dello Shogunato che stava per essere spazzato via dalla Guerra Boshin. Yōjirō Akizuki, un mercenario tenebroso dotato di un potere misterioso collegato alla sua katana, viaggia per il paese deciso a vendicare l'assassinio dei suoi genitori, uccisi da un misterioso gruppo. Durante il suo peregrinare incontra un gruppo teatrale cui decide di unirsi, pur continuando a combattere ed a cercare la sua vendetta. Nella sua seconda parte la trama della serie si mescola con la storia della repubblica autonoma di Ezo.

## Personaggi
Yōjirō Akizuki (秋月耀次郎,?, Akizuki Yōjirō)
Doppiatore:Daisuke Namikawa età: 17 anni
Il leggendario Eien no Shikaku (永遠の刺客? letteralmente assassino eterno), Akizuki Yōjirō è colui che usa la spada dotata di enormi poteri, Getsuruitō (月涙刀? letteralmente spada della luna),Akizuki è stato in passato la guardia del corpo personale di Sakamoto Ryōma, ed ora viaggiando incontra un gruppo di kabuki, con il loro capo Yuyama Kakunojō.
Kakunojō Yuyama (遊山赫乃丈,?, Yuyama Kakunojō)
Doppiatrice: Rina Satō
Una donna giovane a capo del gruppo di attori. I suoi genitori, onesti mercanti furono uccisi da Hario Genba per aver aiutato l'imperatore, salvata quando era infante per una fortuita coincidenza. Con Zagashira amico del padre ed Ebisu, un apprendista iniziano a girare il mondo usando l'arte teatrale. In seguito il loro gruppo aumenta di numero, grazie anche a Ibaragi Sōtetsu, un ottimo sceneggiatore e ancora Shiranui Kozo e Kakashi no Keishin.
Sakyōnosuke Kanna (神無左京之介,?, Kanna Sakyōnosuke)
Doppiatore: Kousuke Toriumi
Nato a Londra di padre vice ammiraglio britannico e di madre giapponese è stato la guardia del corpo di Katsu Kaishu, un ottimo combattente, in battaglia utilizza due pistole.

## Sigle
Sigla iniziale
Kōya ruten (荒野流転? 'Vita selvaggia')
- Eseguita da: Fiction Junction YUUKA
- Musica, testo e parole di: Yuki Kajiura

Sigla finale
Ai no tsurugi (愛の剣? 'La spada dell'amore')
- Eseguita da: Takako & The Crazy Boys
- Musica: Takako Shirai
- Arrangiamento: Takako & The Crazy Boys

Musica da intermezzo
Namida (涙? 'Lacrima')
- Eseguita da: Chiaki Ishikawa
- Musica: Chiaki Ishikawa
- Arrangiamento: Masaru Nishida

## Episodi
| Nº | Giapponese 「Kanji」 - Rōmaji                      | In onda          | In onda |
| Nº | Giapponese 「Kanji」 - Rōmaji                      | Giapponese       |         |
| 1  | 「凶星奔る」 - Kyōsei Hashiru                      | 6 ottobre 2006   |         |
| 2  | 「地割剣嗤う」 - Jiwari-ken warau                  | 13 ottobre 2006  |         |
| 3  | 「石鶴楼都々逸」 - Sekkaku-rō Dodoitsu             | 20 ottobre 2006  |         |
| 4  | 「裏疑獄異聞」 - Uragigoku Ibun                    | 27 ottobre 2006  |         |
| 5  | 「守霊鬼放たる」 - Shureiki Hanataru               | 3 novembre 2006  |         |
| 6  | 「楽日燃ゆ」 - Rakubi moyu                         | 10 novembre 2006 |         |
| 7  | 「蒼鉄動く」 - Sōtetsu ugoku                       | 17 novembre 2006 |         |
| 8  | 「仇討本懐なる」 - Ada-uchi Honkai Naru            | 24 novembre 2006 |         |
| 9  | 「黒猫哭く」 - Kuroneko naku                       | 1º dicembre 2006 |         |
| 10 | 「上野陥つ」 - Ueno Otsu                           | 8 dicembre 2006  |         |
| 11 | 「一座ふたたび仮櫓」 - Ichiza futatabi kari-yagura | 15 dicembre 2006 |         |
| 12 | 「龍馬之言伝」 - Ryōma no Kotozude                 | 22 dicembre 2006 |         |
| 13 | 「覇者の首入魂」 - Hasha no kubi nyūkon            | 29 dicembre 2006 |         |
| 14 | 「北へ」 - Kita e                                  | 12 gennaio 2007  |         |
| 15 | 「秘刀共鳴す」 - Hitō Kyōmeisu                     | 19 gennaio 2007  |         |
| 16 | 「同行四人」 - Dōkō yonnin                         | 26 gennaio 2007  |         |
| 17 | 「議無用なり JP"」 - JP" zamu yō nari              | 2 febbraio 2007  |         |
| 18 | 「宿命哀れなり」 - Shukumei aware nari             | 9 febbraio 2007  |         |
| 19 | 「赫逆の五芒星」 - Kakugyaku no Gobōsei            | 16 febbraio 2007 |         |
| 20 | 「波浪ありて」 - Harō arite                        | 23 febbraio 2007 |         |
| 21 | 「海峡渡る」 - Kaikyō wo wataru                    | 2 marzo 2007     |         |
| 22 | 「北の邂逅」 - Kita no kaikō                       | 9 marzo 2007     |         |
| 23 | 「函館はあかく」 - Hakodate wa akaku               | 16 marzo 2007    |         |
| 24 | 「色は匂へど」 - Irohanihoheto                     | 23 marzo 2007    |         |
| 25 | 「五稜郭浮上する」 - Goryōkaku fujōsuru            | 30 marzo 2007    |         |
| 26 | 「海の向うへ」 - Umi no mukōe e                    | 6 aprile 2007    |         |

## DVD
Le date in cui sono stati pubblicati i DVD:
- Bakumatsu kikansetsu irohanihoheto 1 - episodi 1～2; pubblicato il: 26 gennaio 2007
- Bakumatsu kikansetsu irohanihoheto 2 - episodi 3～5; pubblicato il: 23 febbraio 2007
- Bakumatsu kikansetsu irohanihoheto 3 - episodi 6～8; pubblicato il: 23 marzo 2007
- Bakumatsu kikansetsu irohanihoheto 4 - episodi 9～11; pubblicato il: 27 aprile 2007
- Bakumatsu kikansetsu irohanihoheto 5 - episodi 12～14; pubblicato il: 25 maggio 2007
- Bakumatsu kikansetsu irohanihoheto 6 - episodi 15～17; pubblicato il: 22 giugno 2007
- Bakumatsu kikansetsu irohanihoheto 7 - episodi 18～20; pubblicato il: 27 luglio 2007
- Bakumatsu kikansetsu irohanihoheto 8 - episodi 21～23; pubblicato il: 24 agosto 2007
- Bakumatsu kikansetsu irohanihoheto 9 - episodi 24～26; pubblicato il: 28 settembre 2007